# Estados Unidos nos Jogos Olímpicos de Inverno de 2014
Os Estados Unidos participaram dos Jogos Olímpicos de Inverno de 2014, realizados na cidade de Sóchi, na Rússia. Foi a vigésima segunda aparição do país em Olimpíadas de Inverno.

## Medalhas
| Atleta | Esporte                                | Evento                       | Medalha |
| --- | -------------------------------------- | ---------------------------- | ------- |
| Sage Kotsenburg | Snowboard                              | Slopestyle masculino         | Ouro    |
| Jamie Anderson | Snowboard                              | Slopestyle feminino          | Ouro    |
| Kaitlyn Farrington | Snowboard                              | Halfpipe feminino            | Ouro    |
| Joss Christensen | Esqui estilo livre                     | Slopestyle masculino         | Ouro    |
| Meryl Davis Charlie White | Patinação artística                    | Dança no gelo                | Ouro    |
| David Wise | Esqui estilo livre                     | Halfpipe masculino           | Ouro    |
| Ted Ligety | Esqui alpino                           | Slalom gigante masculino     | Ouro    |
| Maddie Bowman | Esqui estilo livre                     | Halfpipe feminino            | Ouro    |
| Mikaela Shiffrin | Esqui alpino                           | Slalom feminino              | Ouro    |
| Devin Logan | Esqui estilo livre                     | Slopestyle feminino          | Prata   |
| Gus Kenworthy | Esqui estilo livre                     | Slopestyle masculino         | Prata   |
| Noelle Pikus-Pace | Skeleton                               | Feminino                     | Prata   |
| Andrew Weibrecht | Esqui alpino                           | Super-G masculino            | Prata   |
| Elana Meyers Lauryn Williams | Bobsleigh                              | Duplas femininas             | Prata   |
| Kacey Bellamy Megan Bozek Alexandra Carpenter Julie Chu Kendall Coyne Brianna Decker Meghan Duggan Lyndsey Fry Amanda Kessel Hilary Knight Jocelyne Lamoureux Monique Lamoureux-Kolls Gisele Marvin Brianne McLaughlin Michelle Picard Josephine Pucci Molly Schaus Anne Schleper Kelli Stack Lee Stecklein Jessie Vetter | Hóquei no gelo                         | Feminino                     | Prata   |
| Eddy Alvarez J. R. Celski Christopher Creveling Jordan Malone | Patinação de velocidade em pista curta | Revezamento 5000 m masculino | Prata   |
| Steven Holcomb Steven Langton | Bobsleigh                              | Duplas masculinas            | Prata   |
| Christopher Fogt Steven Holcomb Steven Langton Curtis Tomasevicz | Bobsleigh                              | Equipes masculinas           | Prata   |
| Hannah Kearney | Esqui estilo livre                     | Moguls feminino              | Bronze  |
| Jeremy Abbott Jason Brown Marissa Castelli Meryl Davis Gracie Gold Simon Shnapir Ashley Wagner Charlie White | Patinação artística                    | Equipes                      | Bronze  |
| Julia Mancuso | Esqui alpino                           | Combinado feminino           | Bronze  |
| Erin Hamlin | Luge                                   | Individual feminino          | Bronze  |
| Kelly Clark | Snowboard                              | Halfpipe feminino            | Bronze  |
| Nick Goepper | Esqui estilo livre                     | Slopestyle masculino         | Bronze  |
| Matthew Antoine | Skeleton                               | Masculino                    | Bronze  |
| Bode Miller | Esqui alpino                           | Super-G masculino            | Bronze  |
| Aja Evans Jamie Greubel | Bobsleigh                              | Duplas femininas             | Bronze  |
| Alex Deibold | Snowboard                              | Snowboard cross masculino    | Bronze  |

Legenda
| Recorde mundial      | Recorde mundial (World record)               |                       | Recorde africano                      | Recorde africano (African) |                                           | Q | Classificado por posição (Qualified) |
| Recorde olímpico     | Recorde olímpico (Olympic record)            | Recorde da América    | Recorde da América (Americas)         | q                          | Classificado por melhor tempo (Qualified) |   |                                      |
| Melhor marca do ano  | Melhor marca do ano (World leading)          | Recorde asiático      | Recorde asiático (Asian)              | DNS                        | Não largou (Did not start)                |   |                                      |
| Recorde nacional     | Recorde nacional (National record)           | Recorde europeu       | Recorde europeu (European)            | DNF                        | Não terminou (Did not finish)             |   |                                      |
| Recorde pessoal      | Recorde pessoal do atleta (Personal best)    | Recorde da Oceania    | Recorde da Oceania (Oceania)          | DSQ / DQ                   | Desclassificado (Disqualified)            |   |                                      |
| Recorde da temporada | Recorde da temporada do atleta (Season best) | Recorde sul-americano | Recorde sul-americano (South America) | NM                         | Sem marca (No mark)                       |   |                                      |